# フェニックス映画批評家協会
フェニックス映画批評家協会（Phoenix Film Critics Society, 略称: PFCS）は、アリゾナ州フェニックスを拠点とする映画批評家協会である。2000年10月に設立された。

## フェニックス映画批評家協会賞
毎年12月になると、フェニックス映画批評家協会賞（Phoenix Film Critics Society Awards）を取り行っている。

### 部門
- 主演男優賞
- 主演女優賞
- キャスト賞
- 脚色賞
- アニメ映画賞
- ブレイクアウト・オブ・ザ・イヤー (演技部門)
- ブレイクアウト・オブ・ザ・イヤー (監督部門)
- 撮影賞
- 衣装デザイン賞
- 監督賞
- ドキュメンタリー映画賞
- 編集賞
- アンサンブル演技賞
- 作品賞
  - トップ10作品
- 外国語映画賞
- 実写ファミリー映画賞
- メイクアップ賞
- 作曲賞
- 脚本賞
- 歌曲賞
- 見落とされがちな作品賞
- 美術賞
- 助演男優賞
- 助演女優賞
- 特殊効果賞
- 若手男優賞
- 若手女優賞

### 授賞式
- 2000年 - 第1回
- 2001年 - 第2回
- 2002年 - 第3回
- 2003年 - 第4回
- 2004年 - 第5回
- 2005年 - 第6回
- 2006年 - 第7回
- 2007年 - 第8回
- 2008年 - 第9回
- 2009年 - 第10回
- 2010年 - 第11回
- 2011年 - 第12回
- 2012年 - 第13回
- 2013年 - 第14回
- 2014年 - 第15回

## 統計
9部門受賞
- 『アーティスト』 (2011): 作品賞、監督賞、主演男優賞、助演女優賞、作曲賞、オリジナル脚本賞、衣裳デザイン賞、ブレイクスルー監督賞、編集賞

8部門受賞
- 『ロード・オブ・ザ・リング/王の帰還』 (2003): 作品賞、監督賞、脚色賞、作曲賞、撮影賞、美術賞、特殊効果賞、メイクアップ賞

7部門受賞
- 『ロード・オブ・ザ・リング/二つの塔』 (2002): 作品賞、アンサンブル演技賞、脚色賞、作曲賞、撮影賞、特殊効果賞、美術賞
- 『スラムドッグ$ミリオネア』 (2008): 作品賞、監督賞、編集賞、脚本賞、作曲賞、若手男優賞、ブレイクアウト・オン・カメラ
- 『インセプション』 (2010): 監督賞、編集賞、脚本賞、作曲賞、視覚効果賞、美術賞、スタント賞

5部門受賞
- 『アビエイター』 (2004): 作品賞、監督賞、撮影賞、衣装デザイン賞、美術賞
- 『ブロークバック・マウンテン』 (2005): 主演男優賞、助演男優賞、助演女優賞、脚色賞、撮影賞

4部門受賞
- 『ビューティフル・マインド』 (2001): 主演男優賞、助演女優賞、監督賞、脚色賞
- 『エデンより彼方に』 (2002): 主演女優賞、監督賞、脚本賞、作曲賞
- 『サイドウェイ』 (2004): 助演男優賞、アンサンブル演技賞、脚色賞、作曲賞
- 『ダークナイト』 (2008): 助演男優賞、スタント賞、特殊効果賞、美術賞
- 『イングロリアス・バスターズ』 (2009): 作品賞、助演男優賞、アンサンブル演技賞、監督賞
- 『アバター』 (2009): 撮影賞、特殊効果賞、美術賞、編集賞

3部門受賞
- 『レクイエム・フォー・ドリーム』 (2000): 主演女優賞、助演女優賞、編集賞
- 『クラッシュ』 (2005): アンサンブル演技賞、脚本賞、ブレイクアウト・オブ・ザ・イヤー（監督部門）
- 『キング・コング』 (2005): 美術賞、特殊効果賞、トレイラー賞
- 『ヒットマンズ・レクイエム』 (2008): 見落とされがちな作品賞、脚本賞、ブレイクアウト・ビハインド・ザ・カメラ
- 『カールじいさんの空飛ぶ家』 (2009): アニメ映画賞、作曲賞、脚本賞

2部門受賞
- 『ロード・オブ・ザ・リング』 (2001): 作品賞、アンサンブル演技賞
- 『21グラム』 (2003): 主演女優賞、アンサンブル演技賞
- 『エターナル・サンシャイン』 (2004): 脚本賞、編集賞
- 『スパングリッシュ 太陽の国から来たママのこと』 (2004): 若手女優賞、ブレイクアウト・オブ・ザ・イヤー（演技部門）
- 『Ray/レイ』 (2004): 主演男優賞、Use of Previously Published or Recorded Music
- 『チャーリーとチョコレート工場』 (2005): 若手男優賞、作曲賞
- 『シン・シティ』 (2005): 編集賞、メイクアップ賞
- 『トランスアメリカ』 (2005): 主演女優賞、歌曲賞
- 『マリー・アントワネット』 (2006): 美術監督賞、衣装デザイン賞
- 『ベンジャミン・バトン 数奇な人生』 (2008): 撮影賞、作曲賞
- 『ミルク』 (2008): 主演男優賞、アンサンブル演技賞
- 『マイレージ、マイライフ』 (2009): 主演男優賞、脚色賞
- 『プレシャス』 (2009): 助演女優賞、ブレイクアウト・オン・カメラ
- 『英国王のスピーチ』 (2010): 作品賞、主演男優賞
- 『ザ・ファイター』 (2010): 助演男優賞、助演女優賞
- 『ソーシャル・ネットワーク』 (2010): 脚色賞、アンサンブル演技賞
- 『トゥルー・グリット』 (2010): 撮影賞、若手女優賞
- 『アリス・イン・ワンダーランド』 (2010): 衣装デザイン賞、ファミリー映画賞
- 『ドライヴ』 (2011): 助演男優賞、スタント賞
- 『ヒューゴの不思議な発明』 (2011): 美術賞、視覚効果賞
- 『ものすごくうるさくて、ありえないほど近い』 (2011): 若手男優賞、ブレイクスルー俳優賞
- The Muppets (2011): 実写ファミリー映画賞、歌曲賞